# Overloaded: The Singles Collection
Overloaded: The Singles Collection – piąty (lub licząc re-edycję albumu Taller in More Ways-szósty) album studyjny brytyjskiej grupy Sugababes. Jest to kompilacja największych przebojów tego zespołu. Składanka ukazała się 13 listopada 2006 roku. Planowane były nowe nagrania innych singli, ale Mutya Buena zakazała nagrywania piosenek. Wzbudziło to wiele kontrowersji wśród fanów.
Album ten jest podsumowaniem sześcioletniej kariery. Zespół w Wielkiej Brytanii cieszył się bardzo dużym powodzeniem. Osiągnął na listach przebojów więcej singli w Top 10 niż zespoły takie jak Spice Girls, All Saints, Destiny’s Child czy Bananarama, oraz miał więcej singli w Top 10 niż żaden inny girlsband od czasu The Supremes. Na pierwszym miejscu listy były aż cztery ich przeboje.
Pierwszym singlem z albumu jest „Easy”, wydany 6 listopada 2006 roku. Nazwa albumu pochodzi od debiutanckiego singla „Overload”.
Overloaded zawiera cztery single numer jeden w Wielkiej Brytanii – „Freak Like Me”, „Round Round”, „Hole in the Head” i „Push the Button” a także singel „Easy”. Został on wydany tydzień przed premierą albumu.
Wydana została także specjalna edycja albumu zawierająca remiksy największych hitów i ma być zatytułowana Overload: The Remixes Collection.

## Lista utworów
|     | Tytuł                |      |
| --- | -------------------- | ---- |
| 1.  | "Freak Like Me"      | 3:16 |
| 2.  | "Round Round"        | 3:57 |
| 3.  | "Red Dress"          | 3:36 |
| 4.  | "In the Middle"      | 3:53 |
| 5.  | "Stronger"           | 4:00 |
| 6.  | "Shape"              | 4:11 |
| 7.  | "Overload"           | 4:35 |
| 8.  | "Good To Be Gone"    | 3:28 |
| 9.  | "Caught in a Moment" | 4:23 |
| 10. | "Ugly"               | 3:50 |
| 11. | "Easy"               | 3:36 |
| 12. | "Too Lost in You"    | 3:58 |
| 13. | "Run for Cover"      | 3:47 |
| 14. | "Hole in the Head"   | 3:38 |
| 15. | "Push the Button"    | 3:37 |

## Lista utworów na płycie Overloaded: The Singles Collection (DVD)
|     | Tytuł                |  |
| --- | -------------------- |  |
| 1.  | "Freak Like Me"      |  |
| 2.  | "Round Round"        |  |
| 3.  | "Red Dress"          |  |
| 4.  | "In the Middle"      |  |
| 5.  | "Stronger"           |  |
| 6.  | "Shape"              |  |
| 7.  | "Overload"           |  |
| 8.  | "Caught in a Moment" |  |
| 9.  | "Ugly"               |  |
| 10. | "Easy"               |  |
| 11. | "Too Lost in You"    |  |
| 12. | "Run for Cover"      |  |
| 13. | "Hole in the Head"   |  |
| 14. | "Push the Button"    |  |

## Lista utworów na płycie Overloaded: The Remixes Collection
|     | Tytuł                                            |      |
| --- | ------------------------------------------------ | ---- |
| 1.  | "Hole in the Head – Armand Van Helden Mix"       | 7:32 |
| 2.  | "Freak Like Me – Different Gear Mix"             | bd.  |
| 3.  | "Round Round – Craigie & Crichton Mix"           | 5:00 |
| 4.  | "Stronger – Almighty Club Mix"                   | 8:02 |
| 5.  | "Shape – D'Bop's Vocal Breakdown Mix"            | 7:40 |
| 6.  | "Push the Button – DJ Prom Remix"                | 8:13 |
| 7.  | "Red Dress – Dennis Christopher Bocal Remix"     | 7:16 |
| 8.  | "Too Lost in You – Kujay DaDa's Bass Shaker Mix" | 6:43 |
| 9.  | "In the Middle – Gravitas 3am Vocal Mix"         | 8:57 |
| 10. | "Round Round – Mandy Mix"                        | bd.  |
| 11. | "Hole in the Head – Full Intention Vocal Mix"    | 7:16 |